# عمرو بن امرئ القيس
عمرو الثاني بن امرؤ القيس بن عمرو بن عدي التنوخي (نحو 300م - 369م): خامس ملوك تنوخ من ملوك الحيرة. تولى الحكم بعد والده الملك امرؤ القيس بن عمرو ما بين العام (339م - 369م)، وهو أحد المشركين في حملة جوليان الفارسية سنة 363م إلى جانب الساساني سابور الثاني.
وبحسب هشام الكلبي وابن حبيب حكم الملك عمرو بن امرؤ القيس لمدة ثلاثين عامًا. بعد وفاة عمرو الثاني، لم يعيّن سابور الثاني امرؤ القيس الثاني ابن عمرو، ولكن عين أوس بن قلام من بني لحيان ممثلًا له. المصادر صمتت عن أسباب تنحية اللخميين من السلطة في الحيرة بعد وفاة عمرو الثاني، إلا أن المؤلفين المسلمين اعتقدوا أن أوس بن قلام لم يتم تعيينه كملك، بل مستخلفا لفترة إلى أن يرتأي سابور الثاني خليفة لعمرو الثاني. بعد سنوات قليلة، قُتل أوس بن قلام نتيجة تمرد، وقام سابور الثاني بتثبيت امرؤ القيس الثاني بن عمرو الثاني اللخمي ملكًا على العرب بالعراق.